# Херсонский морской порт
Херсонский морской торговый порт (укр. Херсонський морський торговельний порт; также аббревиатура ХМТП) — морской порт в Херсоне. Один из двух (наряду с речным) портов города с круглогодичной навигацией. Порт расположен на правом берегу Днепра, в 15 км от его устья. Важнейшее градообразующее и бюджетонаполняющее предприятие Суворовского района города Херсона и всей области.

## Географическое положение
Порт находится на правом высоком берегу основного русла Днепра, в 500 м к западу от Херсонского речного порта на Кошевой протоке, в 25 км от Днепровского лимана и в 95 км от моря. Административно относится к территории Суворовского района, расположен в южной его части.

### Климатические условия
Из-за слобоморозных и практически бесснежных зим Северного причерноморья, навигация в порту проходит круглый год. Преобладают ветры Северного и северо-восточного направления. Дни с ветрами более 15 м/с составляют 10 % в год, и чаще всего наблюдаются с ноября по март. Туманы наблюдаются в среднем 19—60 дней в году и удерживаются 5—6 часов в сутки. Дельта Днепра объявлена заповедником. Судоходство разрешается только рукавами. Проход по фарватеру, который ведет к порту, не представляет особого труда. В суровые зимы, при условии замерзания нижней части Днепра, суда проводятся в порт ледоколами.

### Климатограмма
| Показатель                                | Янв.  | Фев.  | Март  | Апр. | Май  | Июнь | Июль | Авг. | Сен. | Окт. | Нояб. | Дек.  | Год   |
| ----------------------------------------- | ----- | ----- | ----- | ---- | ---- | ---- | ---- | ---- | ---- | ---- | ----- | ----- | ----- |
| Абсолютный максимум, °C                   | 15,0  | 18,6  | 22,1  | 32,0 | 37,7 | 39,5 | 40,5 | 40,7 | 33,3 | 32,0 | 21,8  | 16,5  | 40,7  |
| Средний суточный максимум, °C             | 1,4   | 2,2   | 7,7   | 15,7 | 22,3 | 26,4 | 29,3 | 28,9 | 22,8 | 15,6 | 7,8   | 2,8   | 15,3  |
| Средняя температура, °C                   | −1,7  | −1,3  | 3,2   | 10,1 | 16,1 | 20,4 | 22,9 | 22,3 | 16,7 | 10,4 | 4,1   | −0,2  | 10,3  |
| Средний суточный минимум, °C              | −4,5  | −4,5  | −0,5  | 5,0  | 10,1 | 14,6 | 16,8 | 16,0 | 11,3 | 5,9  | 1,0   | −2,8  | 5,7   |
| Абсолютный минимум, °C                    | −32,2 | −24,4 | −20,2 | −7,9 | −1,5 | 5,8  | 9,2  | 6,6  | −5   | −7,6 | −16,2 | −22,2 | −32,2 |
| Норма осадков, мм                         | 29    | 30    | 29    | 32   | 39   | 52   | 44   | 35   | 42   | 32   | 38    | 33    | 435   |
| Источник: Погода и климат, Климат Херсона |       |       |       |      |      |      |      |      |      |      |       |       |       |

## Технические характеристики
В составе портового флота имеются суда трёх типов: судна типа «река-море», буксиры, баржи, ледоколы. Подход к порту осуществляется по фарватеру, который, при движении от устья, проходит протоке Рвач, рукаву Ольховый Днепр и, наконец, основному руслу Днепра. Имеет важное экономическое и стратегическое значение. Фактический грузооборот по состоянию на 2015 год составлял 3 млн тонн, при этом проектная мощность составляет 5 млн тонн, что позволяет рассуждать о большом экономическом потенциале в будущем. В декабре 2018 года Администрация морских портов Украины провела работы по углублению дна, по результатам которых объём землеизмещения составил 400 тыс. м³.

## История
Порт основан 19 октября 1778 года согласно указу, изданному императрицей Екатериной II, но для крупных грузоперевозок долгое время не использовался из-за недостаточной глубины Днепра. Лишь в конце 1890-х гг. после углубления судоходного канала через Херсонский морской порт крупными партиями пошёл экспорт шерсти и зерна, и к 1900 г. порт вышел на 4-е место по экспорту в Российской Империи с ежегодным грузооборотом почти 900 тысяч тонн.
За годы Советской власти порт подвергся технической реконструкции: увеличены глубина и ширина судоходного канала, построены механизированные причалы, склады, производственные здания. В период Великой Отечественной войны 1941—1945 хозяйство порта было разрушено, в послевоенное время было восстановлено. К концу 1970-х гг. грузооборот порта приблизился к 4 миллионам тонн, механизация погрузочно-разгрузочных работ превысила 90 %. Годовой пассажиропоток, в свою очередь, достиг 100 тысяч человек.
Распад СССР привёл к резкому снижению грузооборота в порту, но всевозрастающие объёмы сельхоз экспорта Украины, равно как и военные действия в окрестностях Мариуполя после 2014 года привели к возобновлению роста грузопотоков и их смещению в сторону Херсона. В 2008 грузооборот порта составил 4 млн 268 тыс. тонн. Технические возможности ХМТП — обработка свыше 5 миллионов тонн грузов в год.

### Перерывы в деятельности
В разные периоды своей истории порт неоднократно прекращал экономическую деятельность, но затем вновь её возобновлял. Порт периодически закрывался для проведения работ по углублению Днепра с целью наращивания экспорта зернa, который резко увеличился после 1901 года. 1 марта 2022 года город Херсон и все его объекты инфраструктуры взяли под свой контроль войска РФ в ходе вторжения России на Украину. 15 июня 2022 года работа порта была частично возобновлена оккупационной военно-гражданской администрацией.